# Dysmicoccus notialis
Dysmicoccus notialis är en insektsart som beskrevs av Williams 1985. Dysmicoccus notialis ingår i släktet Dysmicoccus och familjen ullsköldlöss. Inga underarter finns listade i Catalogue of Life.